# Клюка, Егор Васильевич
Егор Васильевич Клю́ка (бел. Ягор Васільевіч Клюка; 15 июня 1995, Кобрин, Брестская область) — белорусский и российский волейболист, доигровщик клуба «Зенит» (Санкт-Петербург) и сборной России, чемпион Европы (2017). Заслуженный мастер спорта России (2021).

## Биография
Егор Клюка родился в Кобрине в семье легкоатлетов. В детстве занимался фехтованием на шпагах, успешно участвовал на различных детских соревнованиях и выполнил по данному виду разряд кандидата в мастера спорта. С шестого-седьмого класса совмещал тренировки по фехтованию и волейболу, через пару лет окончательно сделав выбор в пользу мяча. Егор является воспитанником брестского центра олимпийского резерва «Виктория» и тренера Натальи Александровны Салтрукович.
В октябре 2010 года Егор Клюка дебютировал в высшей лиге чемпионата Беларуси в составе команды «Западный Буг» (Брест), в январе 2011 года в Софии впервые сыграл за юниорскую сборную страны в отборочном турнире первенства Европы. В ноябре того же года был вызван главным тренером национальной сборной Беларуси Миланом Жарковичем на тренировочный сбор в Молодечно, а сразу после его завершения вернулся в расположение юношеской команды и сыграл на чемпионате Восточно-Европейской волейбольной зональной ассоциации в Островце-Свентокшиском. Хотя сам турнир сложился для юных спортсменов Синеокой неудачно, выступление Клюки произвело сильное впечатление на специалистов. Менеджер молодёжной команды новоуренгойского «Факела» и составленной на её основе сборной России Дмитрий Михайлов отметил: «У белорусов очень выделялся Клюка, хотя ему ещё работать и работать. Парень — 2,08, прыгает высоко, забивает над поверхностью антенны. Подачу с такой высоты подаёт, что в Суперлиге такого не увидишь: с третьего этажа».
Полгода спустя Егору Клюке поступило предложение о переходе в «Факел», на которое он ответил согласием. До этого, в апреле 2012 года, впервые выступая в амплуа доигровщика, а не центрального блокирующего, Клюка стал самым результативным игроком молодёжной сборной Беларуси на втором раунде квалификации чемпионата Европы в черногорском Баре, а по итогам национального первенства 16-летний лидер «Западного Буга» был удостоен награды «Открытие сезона».
Выступления за «Факел» Егор Клюка начал с Молодёжной лиги, в сезоне-2012/13 действуя преимущественно на позиции доигровщика, а в следующем — как диагональный нападающий, и в обоих сезонах признавался лучшим по игре в атаке. В марте 2014 года Клюка в составе уренгойской «молодёжки» завоевал чемпионский титул. Он стал третьим по результативности игроком первенства Молодёжной лиги, набрав в 32 матчах 543 очка, и имел 56,3 % реализации в нападении. Тем временем он больше не приезжал в расположение сборных Беларуси и принял российское гражданство.
Осенью 2014 года Егор Клюка вместе с другими лидерами молодёжной команды, Дмитрием Волковым и Ильёй Власовым, был переведён в основной состав и сразу попал в стартовую шестёрку «Факела». По итогам дебютного сезона в Суперлиге все трое 19-летних волейболистов получили приглашение во вторую сборную России и в июне 2015 года в её составе под руководством Сергея Шляпникова выиграли бронзу на Европейских играх в Баку. В продолжение сезона Егор завоевал золотые медали на Универсиаде в Кванджу и чемпионате мира U23 в Дубае, где был признан самым ценным игроком.
В сентябре того же года получил вызов от Владимира Алекно в национальную сборную и с самого первого турнира, чемпионата Европы в Болгарии и Италии, стал игроком стартового состава. Официальный дебют Егора Клюки за сборную состоялся 9 октября в Бусто-Арсицио в матче против команды Финляндии. В августе 2016 года Клюка выступал на Олимпийских играх в Рио-де-Жанейро, по итогам которых сборная России заняла 4-е место.
В сентябре 2017 года в составе российской команды под руководством Сергея Шляпникова выиграл золото на чемпионате Европы в Польше, поехав на турнир с травмой, полученной при подготовке и набирая форму по ходу чемпионата. Принял участие в победных матчах против Испании, Бельгии и Германии.
В июле 2018 года Егор Клюка завоевал золотую медаль первого в истории розыгрыша Лиги наций, где отыграл все 19 матчей практически без замен и, по мнению многих специалистов, провёл один из лучших турниров в своей карьере. Спустя год вновь выиграл Лигу наций, стал лучшим подающим «Финала шести» в Чикаго и вошёл в символическую сборную турнира.
После завершения клубного сезона-2019/20 объявил о переходе из «Факела» в петербургский «Зенит», в его составе в наступившем сезоне выиграл серебряные медали Кубка России, чемпионата страны и Кубка Европейской конфедерации волейбола.
В 2021 году завоевал серебряную медаль Олимпийских игр в Токио, был включён в символическую сборную турнира.
Сезон-2023/24 полностью пропустил из-за травмы, а в следующем вернулся в состав «Зенита» и стал серебряным призёром чемпионата России. В 2025 году перешёл в японский клуб «Сантори Санбёрдз» из Осаки.

## Достижения

### Со сборными
- Серебряный призёр Олимпийских игр (2020).
- Чемпион Европы (2017).
- Победитель Лиги наций (2018, 2019).
- Бронзовый призёр Европейских игр (2015).
- Чемпион Универсиады (2015).
- Чемпион мира среди старших молодёжных команд (2015).
- Серебряный призёр всероссийской Спартакиады (2022) в составе сборной Санкт-Петербурга.

### В клубной карьере
- Серебряный (2020/21, 2024/25) и бронзовый (2018/19) призёр чемпионата России.
- Серебряный призёр Кубка России (2020).
- Чемпион Молодёжной лиги (2013/14), серебряный призёр Молодёжной лиги (2012/13).
- Серебряный (2013) и бронзовый (2014) призёр Кубка Молодёжной лиги.
- Финалист Кубка Европейской конфедерации волейбола (2020/21).
- Обладатель (2016/17) и финалист (2015/16) Кубка вызова.
- Бронзовый призёр клубного чемпионата мира (2018).

### Индивидуальные призы
- MVP чемпионата мира среди старших молодёжных команд (2015).
- Вошёл в символические сборные чемпионата мира среди старших молодёжных команд (2015), «Финала шести» Лиги наций (2019), Олимпийских игр (2020).
- Обладатель приза «Открытие сезона» чемпионата Беларуси (2011/12).
- Лучший нападающий Молодёжной лиги (2012/13, 2013/14).

## Награды
- Медаль ордена «За заслуги перед Отечеством» I степени (11 августа 2021) — за большой вклад в развитие отечественного спорта, высокие спортивные достижения, волю к победе, стойкость и целеустремленность, проявленные на Играх XXXII Олимпиады 2020 года в городе Токио (Япония)[15]
- Знак отличия «Гордость Ямала» (31 января 2018) — за выдающиеся спортивные достижения, получившие признание на общероссийском и международных уровнях